# Aspalima cristata
Aspalima cristata ist eine Muschel-Art aus der Familie der Limopsidae in der Ordnung der Arcida.

## Merkmale
Das gleichklappige, abgeflachte Gehäuse hat eine maximale Länge von 10 mm (11 mm: Oliver & Allen). Es ist adult im Umriss leicht schief-eiförmig, der hintere Gehäuseteil ist mäßig verlängert. Juvenile Gehäuse sind dagegen rundlich. Das adulte Gehäuse ist dadurch auch leicht ungleichseitig, und die kleinen, leicht nach vorne eingerollten Wirbel sitzen vor der Mittellinie des Gehäuses. Es ist ungefähr so hoch wie lang. Der Dorsalrand ist gerade, vorderer und hinterer Dorsalrand sind etwa gleich lang. Der hintere Dorsalrand geht mit einem sehr flachen Winkel in den weit gerundeten Hinterrand über. Der Übergang des vorderen Dorsalrandes in den Vorderrand ist ebenfalls sehr flachwinklig, nur sehr wenig steiler als der hintere Übergang. Der Vorderrand ist etwas weniger stark gewölbt als der Hinterrand. In der Unterart Aspalima cristata affinis ist der Vorderrand fast gerade. Der Ventralrand ist weit ausgewölbt.
Das Dorsalfeld zwischen den Wirbeln ist flach eingesenkt.
Das Ligament ist schmal-rhombisch und erstreckt sich beiderseits des Wirbels. Das Resilium ist klein und dreieckig. Es sitzt in einer flachen Grube (Resilifer) zwischen den Wirbeln. Die taxodonte Schlossplatte ist breit; der obere Rand ist gerade, der untere Rand leicht gewölbt. Das Schloss besteht aus zwei Serien von kräftigen, geraden bis leicht nach außen gebogenen Zähnchen, die von einem zahnlosen Bereich voneinander getrennt sind. In beiden Serien sind fünf bis acht Zähnchen vorhanden, die leicht nach außen divergieren. Die zwei Schließmuskeln sind ungleich groß. Der vordere Schließmuskel ist weniger als halb so groß wie der hintere Schließmuskel. Dieser sitzt leicht oberhalb der Mitte des Hinterrandes, der vordere dagegen direkt unter dem vorderen Ende der Schlossplatte. Die Mantellinie ist nicht eingebuchtet.
Die aragonitische Schale ist dünn, aber nicht spröde. Die Ornamentierung besteht aus radialen Linien, die von konzentrischen Linien gekreuzt werden. Dadurch entsteht ein netzartiges Muster, das allerdings normalerweise vom Periostrakum verdeckt ist. Das strohgelbe bis gelbbraune Periostrakum ist zu Borsten ausgezogen, die in Linien angeordnet sind und aufrecht abstehen. Bei der Unterart Aspalima cristata affinis sind die Periostrakumborsten steifer und länger; die Anordnung in radialen Linien ist deutlicher ausgeprägt als in der Nominatunterart. Die Schale selber ist weißlich, die innere Oberfläche weißlich-glänzend. Der innere Gehäuserand ist gekerbt.

## Geographische Verbreitung, Lebensraum und Lebensweise
Aspalima cristata hat ein großes Verbreitungsgebiet entlang des östlichen Nordatlantiks von Irland bis zur Iberischen Halbinsel. Im westlichen Nordatlantik ist sie von Cape Cod (Massachusetts) bis Florida nachgewiesen. Sie kommt auch im Golf von Mexiko vor.
Die Tiere leben halb eingegraben und mit wenigen Byssusfäden an Sedimentpartikeln angeheftet am Kontinentalhang von etwa 500 bis 2000 Meter Wassertiefe. Sie sind Suspensionsfiltrierer.

## Taxonomie
John Gwyn Jeffreys beschrieb 1876 die Art erstmals unter dem Binomen Limopsis cristata. Drei Jahre später lieferte er auch eine Abbildung. Die Art wird heute zur Gattung Aspalima Iredale, 1929 gestellt.
Oliver & Allen nahmen 1981 drei Unterarten an, Limopsis cristata cristata, Limopsis cristata affinis Verrill, 1885, Limopsis cristata intermedia nov. subsp. und Limopsis cristata lanceolata nov. subsp. an. Lediglich Limopsis cristata affinis Verrill, 1885 wird heute neben der Nominatunterart als Unterart von Aspalima cristata anerkannt. Die beiden anderen Unterarten sind eigenständige Arten in der Gattung Aspalima Iredale, 1929.